# Форнуш (Фрейшу-де-Эшпада-а-Синта)
Форнуш (порт. Fornos) — район (фрегезия) в Португалии, входит в округ Браганса. Является составной частью муниципалитета Фрейшу-де-Эшпада-а-Синта. По старому административному делению входил в провинцию Траз-уж-Монтиш и Алту-Дору. Входит в экономико-статистический субрегион Доуру, который входит в Северный регион. Население составляет 323 человека на 2001 год. Занимает площадь 23,43 км².